# Philippe Demard
Philippe Demard, né le 6 juin 1959 à Cherbourg est un vidéaste et plasticien français.

## Biographie
Après hypokhâgne et khâgne, puis l'École Louis-Lumière, il est entré à l'École nationale supérieure des arts décoratifs à Paris en section vidéo.
Au cinéma, il a collaboré avec Éric Rohmer (Le Rayon Vert), Andrzej Wajda ( "Les Français vus par", documentaire) et Paul Morrissey. Rohmer l'avait en effet chargé d'aller aux Canaries pour filmer un rayon vert et éviter d'avoir recours à un trucage. L'image a finalement été retravaillée pour les besoins du film.  
Il a réalisé de nombreuses pièces vidéo : "Trois Métamorphoses" avec le danseur Leroy Cornwall, "Le Mur du Silence" avec Laura Favalli, puis "Wave", "Variation Chromatique", "City Symphonies", "Contemplations", "Inferno"… et
un documentaire : "Résurgence du Baroque" pour Paris Première.
Comme vidéaste et plasticien, il a créé en 1999 pour le chorégraphe Philippe Jamet le concept vidéo et les visuels de l’installation : *"Portraits Dansés, Tour de France" (présenté au Théâtre de l'Odéon, puis en tournée dans toute la France en 2000). 
Ce concept a été décliné par la suite : "Portraits Dansés, le Tour du Monde" (2002 : Théâtre de l'Odéon - Théâtre National de Chaillot, puis tournée mondiale dans 14 pays).
- "Portraits Dansés, le Tour du monde" a été présenté pendant la première Nuit Blanche à Paris et à Rome puis à la Biennale de Venise en 2003.

Les derniers volets de cette série ont été «Portraits Dansés, Enfants du Monde» (2006) et «Portraits Dansés l’Europe à Paris» (2008).